# Циркуляционный насос
Циркуляционный насос — одна из главных составляющих системы отопления и горячего водоснабжения. Предназначен для обеспечения принудительного движения жидкости по замкнутому контуру (циркуляции), а также рециркуляции.
При расчете производительности насоса, работающего в циркуляционной системе, следует учитывать только потери на трение в трубопроводе. Высота системы (здания) не имеет значения, так как жидкость, например, вода, которая подается насосом в подающий трубопровод, толкает воду также в обратном направлении. Поэтому можно использовать относительно небольшую мощность насоса для обеспечения циркуляции рабочей жидкости.

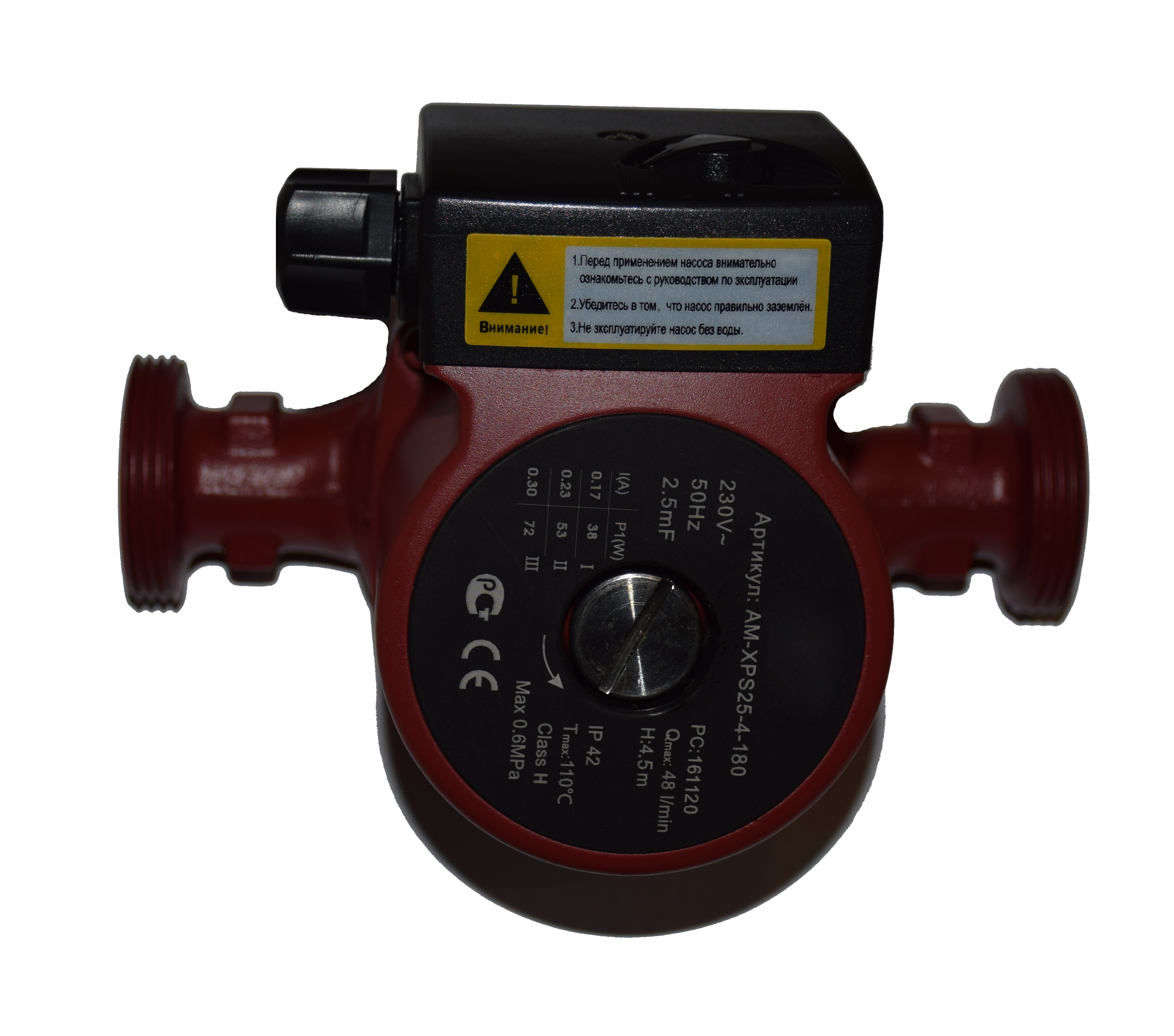
Циркуляционный насос для систем отопления. Внешний вид.

## Классификация
Существует множество различных классификаций циркуляционных насосов. Вот некоторые из них:
«С мокрым ротором» и «с сухим ротором»
«Мокрые» циркуляционные насосы имеют ротор с рабочим колесом, находящийся в жидкости, которую они перекачивают. От статора ротор отделен стаканом, который, как правило, изготавливается из нержавеющей стали. Вал ротора может изготавливаться как из металла, так и из керамики. Перекачиваемая жидкость выполняет две функции: смазывает детали и охлаждает двигатель.
Коэффициент полезного действия насоса «с мокрым ротором» составляет порядка 50 %.
Новое поколение насосов с мокрым ротором конструируется в соответствии с модульным принципом. Блоки группируются в зависимости от габаритов насоса и требуемой подачи. Таким образом, облегчается и проведение ремонта путём замены определённых деталей.
Рабочее колесо таких насосов соединяет в себе преимущества аксиального и радиального колёс. Вал с подшипниками и ротором образуют в «картуше» единый блок. Важным качеством этой конструкции является её способность к самоудалению воздуха при пуске.
Для перекачивания больших объёмов в больших установках применяются насосы с сухими роторами. Своё название эти насосы получили из-за того, что моторы этих насосов не соприкасаются с перекачиваемой водой.
Характерным отличием является наличие уплотнения между насосной частью и электродвигателем. В качестве уплотнения используется «скользящее торцевое уплотнение».
Между поверхностями скольжения образуется тонкая плёнка воды, так как вода в отопительном контуре находится под повышенным давлением по сравнению с окружающей атмосферой. Данная плёнка воды герметизирует насос, когда поверхности вращаются друг относительно друга. Кольца изготавливаются обычно из агломерированного угля. Для работы в сложных условиях они могут быть изготовлены из керамики или нержавеющей стали.
Конструктивно различаются два типа насосов с сухим ротором. Это — центробежные насосы с при- фланцованным мотором и большие центробежные насосы с мотором и муфтовым соединением.
Если всасывающий и напорный патрубки расположены на одной оси и имеют одинаковые условные проходы, то такие насосы называются насосами прямопоточного исполнения. Такие насосы могут устанавливаться непосредственно в трубопровод. Либо трубопровод необходимо закрепить с помощью консоли, либо насос устанавливается на фундамент или на собственную консоль. При прямопоточной конструкции положение мотора и вала не оказывают влияния на работу насоса.
Большие центробежные насосы с мотором и муфтовым соединением могут устанавливаться на общей опорной раме. В данном случае речь идёт о консольных насосах на фундаментной раме, соответствующих стандарту DIN 24255.
В зависимости от перекачиваемой среды возможно исполнение насоса со скользящим торцевым уплотнением или с сальником. Вертикально расположенный напорный патрубок определяет условный проход насоса. А всасывающий патрубок, расположенный горизонтально, имеет, как правило, больший диаметр.

## История
До появления электричества в системах отопления применялась природная циркуляция нагретой воды. Нагревшись в котле, вода поднимается вверх по трубам, а её место занимает более холодная и плотная вода из радиатора. Горячая вода попадает в радиатор и там остывает, постепенно опускаясь в его нижнюю часть, после чего попадает на повторный цикл в котёл.